# Осовые (Ярославская область)
Осовые — деревня Ивняковского сельского поселения Ярославского района Ярославской области.

## География
Деревня находится на правом берегу реки Которосль в окружении сельскохозяйственных полей.

## История
В 2006 году деревня вошла в состав Ивняковского сельского поселения образованного в результате слияния Ивняковского и Бекреневского сельсоветов.

## Население
| 2007 | 2010 |
| ---- | ---- |
| 7    | ↘5   |

### Историческая численность населения
По состоянию на 1859 год в деревне было 18 домов и проживало 107 человек.
По состоянию на 1989 год в деревне проживало 20 человек.

### Национальный и гендерный состав
Согласно результатам переписи 2002 года, в национальной структуре населения русские составляли 100 % из 4 чел., из них 2 мужчины, 2 женщины.
Согласно результатам переписи 2010 года население составляют 3 мужчины и 2 женщины.

## Инфраструктура
Основа экономики — личное подсобное хозяйство. По состоянию на 2021 год большинство домов используется жителями для постоянного проживания и проживания в летний период. Вода добывается жителями из личных колодцев. Имеется таксофон (около дома №11).
Улицы — Зелёная, Речная.
Почтовое отделение №150507, расположенное в посёлке Ивняки, на март 2022 года обслуживает в деревне 39 домов.

## Транспорт
Дорога к Осовым начинается не доезжая Сабельниц и идёт между полей. Старая дорога проходила через поля.
Рядом с деревней есть пешеходный мост через реку Которосль. Он связывает Осовые с деревней Медведково. При половодье весной 2013 года центральная часть моста была повреждена.